# パオロ・ヴァレーリ
パオロ・ヴァレーリ（Paolo Valeri, 1978年5月16日 - ）はイタリア・ローマ出身のサッカー審判員。 ローマ2地区所属。

## 経歴
1978年にイタリアの首都ローマに生まれ、1994年にサッカー審判員としてのキャリアをスタートした。2001年からはセリエDの、2004年からはセリエC1・C2の試合を裁き、2007年9月1日の第2節ピサ対フロジノーネの試合でセリエBにデビュー。同年12月23日に行われたセリエA第17節のウディネーゼ対エンポリの試合でトップリーグにデビューした。2011年からはFIFAの国際審判員にも登録された。
FIFAワールドカップとしては初めてビデオ・アシスタント・レフェリー（VAR）が導入された2018年ロシア大会ではVAR専門員の一人に選出され、2試合でVAR、12試合でAVARを担当した。
2019年1月からアラブ首長国連邦で開催されたAFCアジアカップ2019にVAR専門員として参加。準々決勝以降でVARが導入されたこの大会で、日本代表とカタール代表による決勝を含めた5試合でVAR（AVARも含む）を担当した。
2021年からは、同年より新設されたFIFAのVAR専門員（Video Match Official）に登録された。新型コロナウイルス感染症の流行により1年延期され、6月から開催されたUEFA EURO 2020では9試合でAVARを担った。

## 受賞
- ジョルジョ・ベルナルディ賞（イタリア語版）: 2009年[6]
- スポルティーリア賞（イタリア語版）
  - 最優秀若手審判部門: 2010年[7]
  - 最優秀審判部門: 2014年[8]
- ジョヴァンニ・マウロ賞（イタリア語版）: 2011年[9]

## 担当した主な試合・大会

### 主審
- スーペルコッパ・イタリアーナ2014（英語版） ユヴェントス対ナポリ
- スーペルコッパ・イタリアーナ2020（英語版） ユヴェントス対ナポリ
- コッパ・イタリア2021-22（英語版） 決勝 ユヴェントス対インテル

### VAR・AVAR
- 2018 FIFAワールドカップ
  - 準決勝 フランス対ベルギー
- AFCアジアカップ2019
  - 決勝 日本対カタール
- 2019 FIFA女子ワールドカップ
  - 準々決勝 ノルウェー対イングランド
- コッパ・イタリア2020-21（英語版） 決勝 アタランタ対ユヴェントス
- UEFA EURO 2020
- 2022 FIFAワールドカップ
  - グループA カタール対エクアドル（開幕戦）